# William Keble Martin
Rev. William Keble Martin (Radley, 9 luglio 1877 – Woodbury, 26 novembre 1969) è stato un presbitero, botanico e illustratore britannico.
È conosciuto per il suo lavoro Concise British Flora in Color, che pubblicò nel 1965, all'età di 88 anni. Il libro, che riporta brevi descrizioni delle piante con nomenclatura scientifica e nome popolare, corredato da illustrazioni fu il risultato di 60 anni di lavoro e divenne subito un best seller.

## Biografia

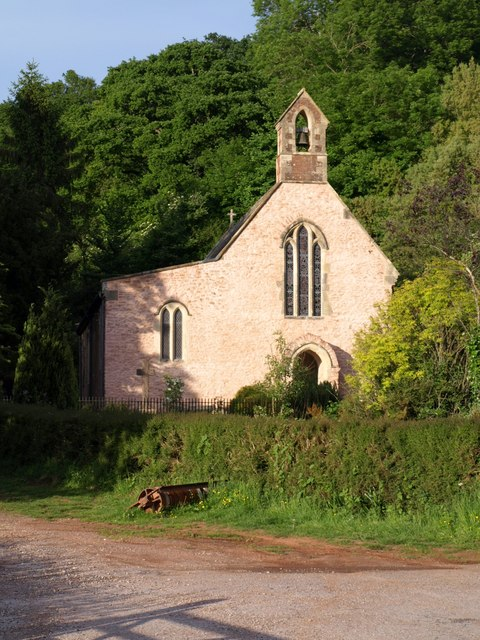
St Blaise, Haccombe, il reverendo Martin ha ricoperto qui la carica di arciprete dal 1921 al 1934.

Keble Martin era figlio del Rev. Charles Martin e di Dora Frances Martin, insieme ad altri quattro fratelli e quattro sorelle. Era fratello dell'architetto Arthur Campbell Martin CVO FRIBA (1875-1963) nonché nipote di George Moberly, preside del Winchester College e vescovo di Salisbury, e imparentato con John Keble dell'Oxford Movement. Nel 1891, quando William aveva 14 anni, suo padre fu nominato rettore di Dartington, vicino a Totnes.
Fu educato a Marlborough, e nel 1896 entrò nel Christ Church di Oxford per studiare filosofia greca e botanica. Ricevette la sua formazione ecclesiastica al Cuddesdon Theological College. Il 21 dicembre 1902 fu ordinato diacono e l'anno successivo diventò sacerdote. Dopo l'ordinazione svolse il suo ufficio nelle parrocchie industriali dell'Inghilterra del nord e delle Midlands; una di queste fu Wath-upon-Dearne, oggetto del suo primo libro. Durante la prima guerra mondiale andò in Francia come cappellano militare.
Nel 1921, gli fu offerto il beneficio ecclesiastico di Haccombe, di cui fu arciprete, e di Coffinswell, di cui fu rettore. Nel 1934, divenne titolare della parrocchia di St Michael and All Angels a Great Torrington. Nel 1928 fu eletto fellow della Linnean Society e nel 1939 pubblicò con G.T. Fraser il primo volume di una completa Flora of Devon. Keble Martin andò in pensione nel 1949 all'età di 72 anni, ma continuò a lavorare nella chiesa. 
Nel giugno 1966 ha ricevuto una laurea honoris causa di Dottore in Scienze (D.Sc.) dall' Università di Exeter. Quattro dei suoi progetti per un'emissione di francobolli di fiori selvatici sono stati accettati dalla Royal Mail ed emessi nell'aprile 1967. Ha pubblicato la sua autobiografia, Over the Hills, poco prima di morire nel 1969, all'età di 92 anni a Woodbury. William Keble Martin si sposò due volte: il 1909 con Violet Chaworth-Musters, morta nel 1963, e poi nel 1965 con Florence Lewis. Ebbe tre figlie e due figli.

## Opere
Di seguito alcune pubblicazioni di Keble Martin.
- Keble Martin, W., A history of the ancient parish of Wath-upon-Dearne (South Yorks.), W.E. Farthing, 1920.
- Keble Martin, W. e Fraser, G.T., Flora of Devon Phanerogams, Vascular Cryptogams, Charophyta, Arbroath and London, T. Buncle & Co. & Wheldon & Wesley, Ltd., 1939.
- Keble Martin, W., A Short History of Coffinswell, in DA’s Transactions, vol. 87, 1955,  pp. 165-190.
- Keble Martin, W., The Concise British Flora in Colour, Ebury Press & Michael Joseph, 1965.
- Keble Martin,  W., Over The Hills, London, Michael Joseph Ltd., 1968.
- Keble Martin, W. e Taylor, J., The New Concise British Flora, a cura di Douglas H. Kent, London, Book Club Associates, 1982, ISBN 9780718121266. - con la prefazione del Duca di Edimburgo